# Рахотеп
Рахотеп — давньоєгипетський фараон з XVII династії.

## Життєпис
Єгиптологи Кім Риголт і Дарелл Бейкер вважають Рахотепа першим представником XVII династії. Натомість Юрген фон Бекерат вважає його другим фараоном династії.
Під владою Рахотепа перебувала частина Верхнього Єгипту, що сягала на півночі Абідоса. Більшість єгиптологів вважають, що фараони XVII династії були васалами гіксосів.